# Pacheco (Kalifornia)
Pacheco statisztikai település az USA Kalifornia államában, Contra Costa megyében. Lakosainak száma 4183 fő (2020. április 1.).

## Népesség
A település népességének változása:

| 2010 | 3 685 |
| 2020 | 4 183 |